# Liparochrus papuus
Liparochrus papuus is een keversoort uit de familie Hybosoridae. De wetenschappelijke naam van de soort is voor het eerst geldig gepubliceerd in 1885 door Lansberge.